# Vinár
Vinár è un comune dell'Ungheria di 253 abitanti (dati 2001). È situato nella contea di Veszprém.